# E105
La ruta europea E105 és una carretera que forma part de la Xarxa de carreteres europees. Comença a Kirkenes (Noruega) i finalitza a Yalta (Ucraïna). Té una longitud aproximada de 3795 km.
Té una orientació de nord a sud. La carretera passa per les ciutats de Kirkenes, Múrmansk, Sant Petersburg, Nóvgorod, Tver, Kline, Moscou, Tula, Orel, Bélgorod, Khàrkiv, Zaporíjia, Aloushta i Yalta.

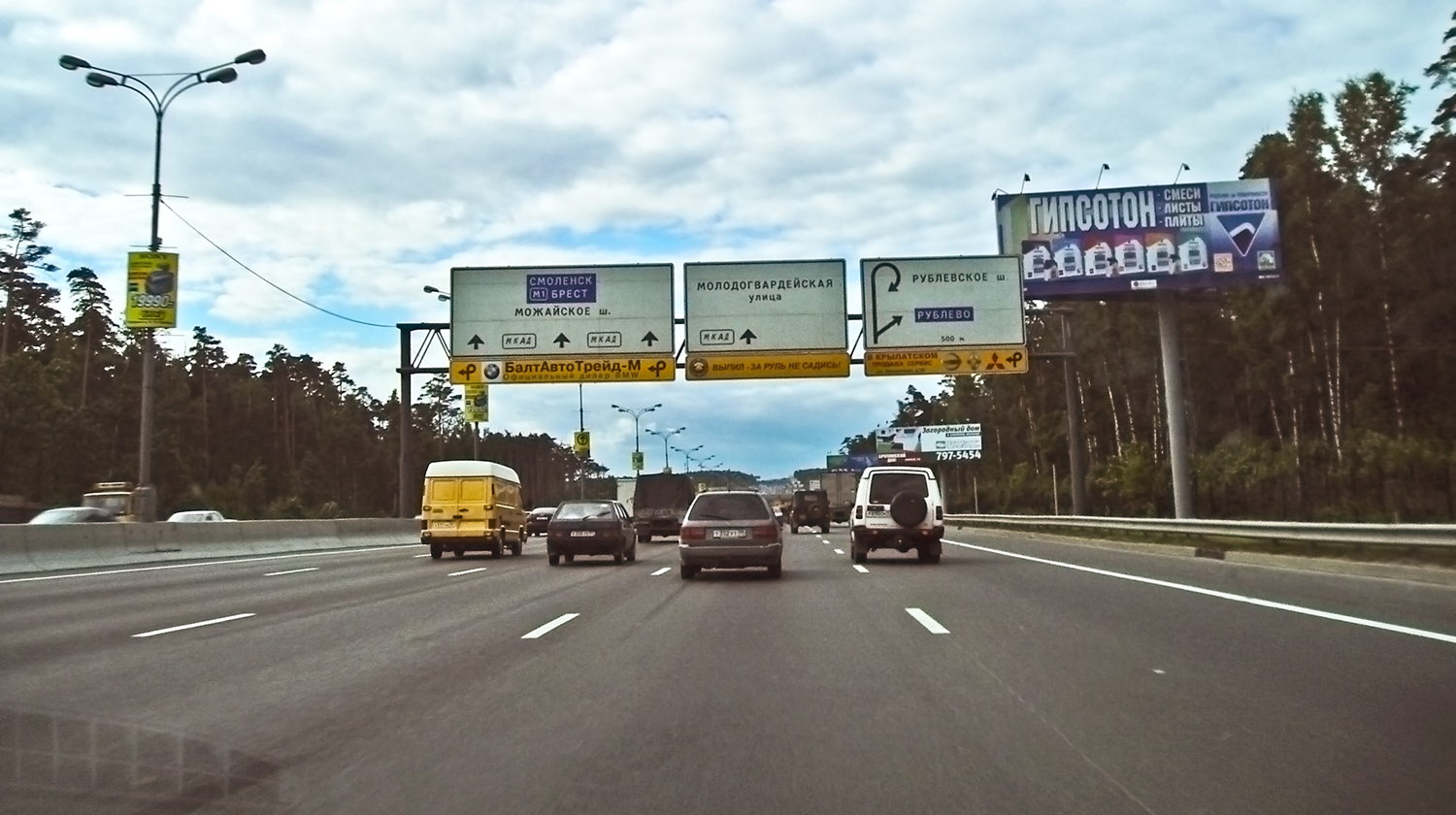
La ruta E105 a Moscou (Rússia).